# Zelandomyia pygmaea
Zelandomyia pygmaea is een tweevleugelige uit de familie steltmuggen (Limoniidae). De soort komt voor in het Australaziatisch gebied.